# Батчелор, Эрика
Эрика Энн Ба́тчелор (англ. Erica Anne Batchelor, р. 10 августа 1933, Пул, графство Дорсет) — английская фигуристка, выступавшая в одиночном катании, призёр чемпионата мира 1954 года, серебряная медалистка чемпионата Европы 1953 года, трёхкратная бронзовая медалистка чемпионатов Европы по фигурному катанию. Она представляла Великобританию на Олимпийских играх 1956 года, где заняла 11-е место. После сезона 1956/57 перешла в профессионалы.

## Достижения
| Соревнования              | 1952 | 1953 | 1954 | 1955 | 1956 | 1957 |
| ------------------------- | ---- | ---- | ---- | ---- | ---- | ---- |
| Зимние Олимпийские игры   |      |      |      |      | 11   |      |
| Чемпионаты мира           | 9    | 9    | 3    | 5    | 8    | 9    |
| Чемпионаты Европы         | 10   | 3    | 2    | 3    | 3    | 5    |
| Чемпионаты Великобритании |      | 3    |      |      |      | 1    |